# Valerio Massimo Manfredi
Valerio Massimo Manfredi (Castelfranco Emilia, 8 de março de 1943) é um escritor, ensaísta, historiador, professor, arqueólogo, roteirista e jornalista italiano. A famosa trilogia de livros dele sobre a vida de Alexandre, o Grande, foi publicada em 38 países e deu origem a um filme da Universal Pictures: Alexander, Alexandre, o Grande (título em Portugal) ou Alexandre (título no Brasil) (2004). A sua obra já vendeu mais de seis milhões de exemplares em todo o mundo.

## Biografia
Ele nasceu em Piumazzo povoado no município de Castelfranco Emilia, Itália, e depois de se formar em Artes Clássicas na Universidade de Bolonha, formou-se arqueólogo na Universidade Católica de Milão, especializando-se na topografia do mundo antigo.
Na Università Cattolica del Sacro Cuore, lecionou de 1980 a 1986, depois seguiu para uma carreira acadêmica na Universidade de Veneza (1987) e depois na Universidade Loyola Chicago, na Universidade Sorbonne em Paris e na Universidade Bocconi em Milão. No entanto, devido aos seus inúmeros compromissos, nacionais e internacionais, ele não pode mais lecionar em tempo integral, mas exerce a função de professor visitante.
Entre as décadas de 1970 e 1980, realizou as expedições "Anábase" para a reconstrução do itinerário do grupo de mercenários gregos conhecidos como Dez Mil. Esta expedição cobriu um total de 18 mil quilômetros, com duas mil fotografias sendo tiradas. Empreendeu e liderou inúmeras outras expedições, como em: Lavínio, Fórum dos Galos e Forte Urbano na Itália, Tucume (Peru), Har Karkom e outras localidades no exterior.

### Escritor e jornalista
Ele publicou muitos ensaios e artigos acadêmicos e escreveu vários romances best-sellers (totalizando cerca de 8 milhões de cópias vendidas em todo o mundo). Ele também escreve em muitos jornais e revistas como jornalista científico tanto na Itália (por exemplo em, Il Messaggero, Panorama, Archeo, Focus) e na Espanha (edição espanhola de Focus e El Mundo ).

### Hospitalização
Em 11 de fevereiro de 2021, Manfredi e a colega escritora Antonella Prenner foram encontrados inconscientes em sua casa em Roma, depois de sofrer um incidente doméstico causado por um vazamento acidental de gás. Eles foram hospitalizados em Grosseto; suas condições foram descritas como críticas. Ele entrou em coma e acordou cinco dias depois.

## Obras

### Série do Alexandre, O Grande
1. Il figlio del sogno (1998) Alexandros - O Sonho de Olympias (Rocco, 1999)
2. Le sabbie di Amon (1998) Alexandros - Areias de Amon (Rocco, 1999)
3. Il confine del mondo (1998) Os Confins do Mundo (Rocco, 2000)

### Trilogia do Ulisses, Odissei
1. Il mio nome è Nessuno - Il giuramento (2012) O Meu Nome é Ninguém – O Juramento (Rocco, 2014)
2. Il mio nome è Nessuno - Il ritorno (2013) O Meu Nome é Ninguém – O Regresso (Rocco, 2018)
3. L'oracolo (2014)

### Livros isolados (por época; tema)

#### Grécia micênica
- Le paludi di Hesperia (1994)

#### Grécia clássica
- Lo scudo di Talos (1988) O Escudo de Talos (Rocco, 2004)
- Il tiranno (2003) O Tirano (Rocco, 2005)
- L'armata perduta (2007) O Exército Perdido (Rocco, 2009)

#### Roma Antiga
- L'ultima legione (2002) A Última Legião (Rocco, 2003) ou (L&PM Pocket, 2008)
- L'impero dei draghi (2005) O Império dos Dragões (Rocco, 2007)
- Idi di marzo (2008)
- Teutoburgo (2016)
- Antica madre (2019)
- Quaranta giorni (2020)

#### Arqueologia
- Palladion (1985)
- L'oracolo (1990)
- La torre della solitudine( 1996)
- Il faraone delle sabbie (1998) O Faraó das Areias  (Rocco, 2008)
- Chimaira (2001)
- L'isola dei morti (2002)

#### Idade contemporânea
- Otel Bruni (2011) O Refúgio (Rocco, 2012)
- Quinto comandamento (2018)

### Novela
- Lo scudo dei Kleomenidi (1980)
- Otel Bruni em Storie d'inverno (1994)
- La pietra di re Mida em Dal grande fiume al mare (2003)
- Bagradas em Brivido nero (2005)
- Archanes (2007)
- L'oste dell'ultima ora (2013)
- II romanzo di Odisseo (2014)

### Coleção
- Il romanzo di Alessandro (2005) A Grande História de Alexandre (Rocco, 2009) (nova redação da trilogia)

### Ensaios (parcial)
- Mare Greco. Eroi ed esploratori del mondo antico (1994)
- I Celti in Italia (1999)
- Akropolis (2000) Akropolis - A Grande Epopéia de Atenas (Rocco, 2001) ou (L&PM Pocket, 2008)
- I Greci d'occidente (2000)
- Gli Etruschi in Val Padana (2003)
- La Tomba di Alessandro (2009) O Túmulo de Alexandre - o Enigma (Rocco, 2011)